# Козинські

Сучасний варіант гербу Кирдій

Козинські — руський, волинський боярський рід, одна з гілок роду Кирдійовичів. Герб Кирдій та власний герб. Родове гніздо Козин.

## Представники
- Гринько Козинський — хорунжий луцький (1494)
  - Олехно, дружина — Софія Петрівна княгиня Головнянка-Острожецька
    - Дмитро — вінницький підстароста (1563) у шлюбі з Софією княгнею Масальською.
      - Іван, дружина — Софія Андріївна Бабинська.
        - Костянтин у шлюбі з Галшкою Бруякою.
        - Андрій

  - Михно (Михайло)
  - Тихно. У 1527 році отримав «експектативу» на Овруцьке староство, яке не посів, дружина — Євфимія
    - Пилип
    - Олехно
    - Михно (Михайло) — перший волинський (луцький) каштелян
    - Ганна — дружина луцького земського судді Ярофія Гостського, фундаторка Почаївського монастиря, засновниця друкарні в ньому.

  - Сенько

### також
- Ганна — дружина Олехна,[1] мати Миколи Мишки-Холоневського[2]
- Олена — дружина Івана Білостоцького, Григорія Івановича Горайна[3]